# تمامیت ارضی
تمامیت ارضی یا تمامیت سرزمینی (به انگلیسی: Territorial Integrity) یا یکپارچگی سرزمینی، اصلی در حقوق بین‌الملل است که به دولت‌های مستقل این حق را می‌دهد تا از مرزها و زمین کشورشان در برابر  یک دولت دیگر دفاع و پاسداری کنند. این اصل در بند ۴ ماده ۲ منشور ملل متحد بیان شده و به عنوان حقوق بین‌الملل عرفی نیز شناخته می‌شود. این منشور چنین بیان می‌کند که تحمیل تغییر مرز های یک کشور از سوی کشوری دیگر، یک عمل تجاوزگرانه به‌ شمار می‌آید.
میان این اصل و رویداد مداخله بشردوستانه تحت ماده 73.b منشور ملل متحد «برای توسعه خودمختاری، در نظر گرفتن خواسته‌های سیاسی ملت‌ها و کمک به آن‌ها در گسترش تدریجی نهادهای سیاسی آزادشان، با توجه به شرایط ویژه هر کشور و مردمان آن و مراحل گوناگون گسترش آن‌ها»ناسازگاری هایی وجود دارد.
در سالهای اخیر برای اینکه کشور ها بدون جنگ به استقلال برسند از همه پرسی هایی که زیر نظر و مورد تایید سازمان ملل متحد و  شورای امنیت است استفاده می‌شود.

## تاریخچه
پیش از دوره مدرن، نظام با تعریف مشخصی در خصوص مرزهای بین‌ المللی وجود نداشت. اقتدار بر فضاهای سرزمینی غیر خطی بود، و غالباً همپوشانی داشت و در حال جابه جایی بود.
به نوشته مارک زکر، «مرزهای ملی با نقشه برداری دقیق تازه در قرن نوزدهم پدیدار شد.» گونترام هرب تاریخ ظاهر شدن سرزمین‌ های سیاسی با تعریف واضح را به قرن پانزدهم می‌ رساند.
به‌طور گسترده تصور می‌ رود پیمان وستفالی در ۱۶۴۸ تمامیت ارضی را به عنوان سنگ بنای حاکمیت قرار داه است، که در مفهوم حاکمیت وستفالی تجسم پیدا کرده، اما حتی این لزوماً بازتاب دهنده حق مطلقی به اراضی مشخصی نیست. حتی پس از وستفالی، تبادل ارضی بین دولت‌ها رایج باقی ماند. در نتیجه این دولت‌ ها از نظر فرهنگی متنوع و از نظر سیاسی نا سازمان یافته بودند، و مردم به‌طور دسته جمعی با مرزهای دولت‌ها شناسایی نمی‌شدند.
ظهور ملی‌ گرایی و تعیین سرنوشت در قرن‌های هیجدهم و نوزدهم باعث شد درک مردم از کشورهایی که در آنها می‌زیستند تغییر کند. ملی‌گرایی مروج این باور بود که سرزمین به یک ملت تعلق دارد و این که باید به تمامیت ارضی یک ملت احترام گذاشته شود. گونترام هرب استدلال می‌کند که هویت ملی «تنها از آنجا به سرزمین وابسته است که سرزمین شواهد ملموسی برای موجودیت ملت و ریشه‌های تاریخی آن فراهم می‌کند، و یک ملت برای مطالبه کردن دولت خود نیازمند یک سرزمین ملی با محدوده واضح است.»
در پی جنگ جهانی اول، تأسیس جامعه ملل سرآغاز دورهٔ جدیدی از همکاری بین‌المللی شد. میثاق جامعه تمامیت ارضی را به عنوان یک اصل کلیدی حقوق بین‌الملل وارد قانون کرد. به هر روی، شرایط سیاسی برای حفظ وضعیت موجود ارضی پس از جنگ همیشه حفظ نشده و فیصله‌های گوناگون پس از جنگ شامل تبادلات ارضی بی‌ توجه به جمعیت‌ های بومی بوده‌ است.
با تشکیل سازمان ملل متحد (UN) و بعد از آن سازمان‌ هایی چون کنفرانس امنیت و همکاری در اروپا (امروزه سازمان امنیت و همکاری اروپا), تمامیت ارضی به بخش مستحکمی از قطعنامه‌های بین‌المللی تبدیل شد. منشور ملل متحد بر الزام کشورها بر عدم استفاده از زور برای تغییر مرزهای کشورها تأکید کرد.

## در یک جهان در حال تغییر
پس از جنگ جهانی دوم اعمال قوانین سختگیرانه اصل یکپارچگی سرزمینی (تمامیت ارضی) زمینه‌‌ساز بروز دشواری‌هایی شده و ممکن است در مواجهه با واقعیت «روی زمین» برساخته‌‌ای بیش از حد مصنوعی برداشت شود.

وضعیت نظامی آبخازیا، اوستیای جنوبی و ناگورنو قره‌باغ بین ۲۰۰۸ و ۲۰۲۰

در نشست جهانی ۲۰۰۵، کشورهای جهان بر سر وجود یک «مسئولیت حفاظت» به توافق رسیدند که مجوزی برای حق مداخله بشردوستانه می‌‌دهد. استدلال شده که این مسئولیت می‌تواند اعمال منعطف مفاهیم اقتدار ملی و تمامیت ارضی را مقدور سازد و پایبندی سفت و سخت را قدری تسهیل کرده و وضعیت دفاکتوی سرزمین و دیگر عوامل را به صورت مورد به مورد لحاظ کند. قطعنامه ۱۶۷۴ شورای امنیت، که به تصویب شورای امنیت سازمان ملل متحد در ۲۸ آوریل ۲۰۰۶ رسید بر مفاد بندهای ۱۳۸ و ۱۳۹ سند نتیجه اجلاس جهانی دربارهٔ مسئولیت حفاظت از جمعیت‌ها در برابر نسل‌کشی، جرایم جنگی، پاکسازی قومی و جنایات علیه بشریت تأکید کرد.
به هر روی، این مسئولیت حفاظت تنها مربوط به قابلیت قدرت‌های بیرونی برای چیرگی بر اقتدار ملی است و صریحاً شامل تغییر مرزها نمی‌شود.
نظر مشورتی درباره اعلامیه استقلال کوزوو ادعا می‌کند یکپارچگی سرزمینی از دیدگاه حقوق بین‌الملل دربارهٔ اعلان استقلال کوزوو نقض نمی‌شود.